# Sparschleuse

Prinzip-Animation einer Sparschleuse mit drei Sparbecken
für je des Kammervolumens
links Unterwasser
rechts: Oberwasser und Sparbecken
Wasser-Ersparnis: 60 Prozent
Schleusenverlust: 40 Prozent

Modell der Schachtschleuse Sülfeld:
2 parallele Gruppen von je 3 Becken

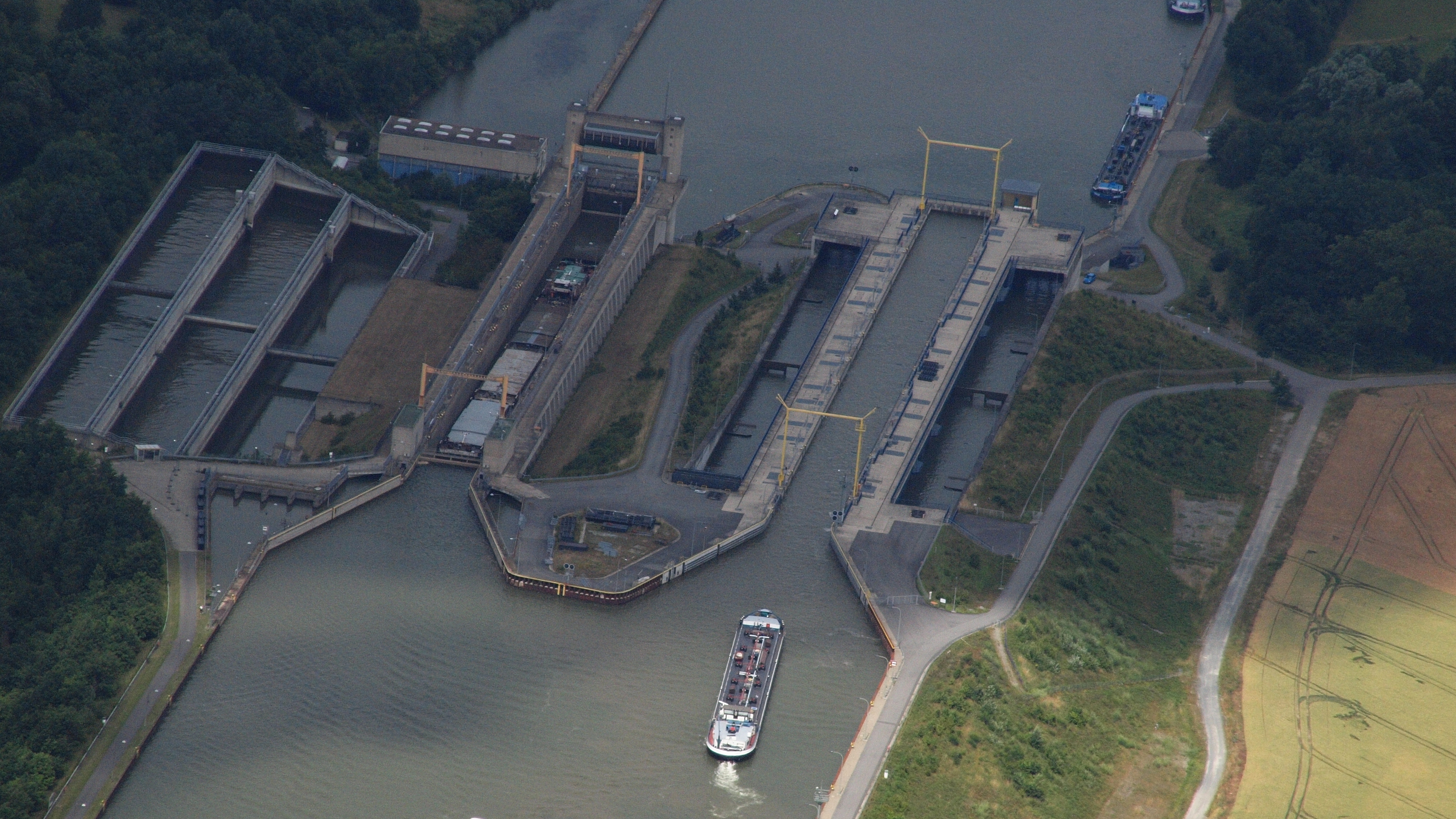
Schleuse Uelzen
links: Schleuse mit 3 Sparbecken
rechts: Schleuse mit 2 parallelen Gruppen von je 4 Becken (die je 4 Becken liegen übereinander)

Eine Sparschleuse ist eine besondere Bauform einer Schifffahrtsschleuse, bei der beim Entleeren (Talschleusung) der Kammer die oberen Wasser-Schichten nicht ins Unterwasser abgelassen, sondern in daneben angeordnete sogenannte Sparbecken geleitet werden. Beim  Füllen (Bergschleusung) fließt zunächst dieses Wasser in den unteren Teil der Kammer zurück, und nur ihr oberster Teil muss mit Wasser aus dem Oberwasser gefüllt werden.

## Hintergrund
Bei einer einfachen Schleuse wird bei der Talschleusung alles Wasser ins Unterwasser abgegeben und bei der Bergschleusung alles Wasser zum Füllen der Schleusenkammer wieder aus dem Oberwasser entnommen. Der dabei entstehende Schleusenverlust von einhundert Prozent ist bei einer Sparschleuse geringer, je mehr der nebeneinander, räumlich erhöht angeordneten Sparbecken vorhanden sind. Sparschleusen sind von Vorteil, wenn die Schleusen nicht in größeren Flüssen liegen. Im Besonderen herrscht Wassermangel in der Scheitelhaltung von Kanälen, wo aus der Umgebung keine oder nur unbedeutende natürliche Gewässer zufließen, so dass die für die Schiffbarkeit erforderliche Wassertiefe nicht grundsätzlich, ohne künstliche Wasserzuführung gewährleistet werden kann.

## Bauweisen und Funktion einer Sparschleuse

### Anordnung der Sparbecken
Die Sparbecken befinden sich in verschiedenen Ebenen. Das Kammervolumen wird in mehrere gleich große übereinander liegende Schichten eingeteilt. Die Becken korrespondieren mit den mittleren Schichten (ohne oberste und unterste Schicht).
Sie werden traditionell als offene Behälter neben den Schleusen angebracht, wobei sie eine „Becken-Terrasse“ bilden, manchmal in Form zweier parallel wirkender beidseits der Schleuse angebrachter Gruppen mit jeweils halb so großen Becken. Bei beschränkten Platzverhältnissen oder großen Hubhöhen werden sie als geschlossene Behälter in beide Kammerwände über deren gesamte Länge eingefügt. Die somit deutlich breiteren Wände verbessern auch die Stabilität des Gesamtbauwerks. Beispiele dafür sind die schon am Anfang des 20. Jahrhunderts gebauten Doppelschleuse Anderten am Mittellandkanal und Schachtschleuse Minden im Verbindungskanal Nord zur Weser (s. untenstehendes Bild) und die 2006 fertiggestellte Schleuse II bei Uelzen im Elbe-Seiten-Kanal (s. nebenstehendes Bild).

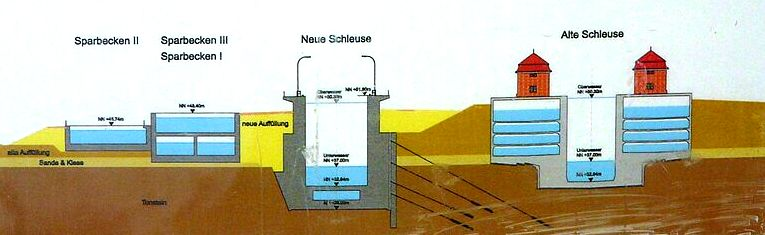
Zwei Sparschleusen am Wasserstraßenkreuz Minden
rechts (alte Schleuse): 2 mal 4 Sparkammern übereinander innerhalb der Kammerwände
links (neue Schleuse): 3 Sparbecken neben der Schleusenkammer, davon 2 übereinander

### Schleusen-Vorgang
Bei einer Talschleusung werden nur die zwei untersten von mehreren Schichten des Kammer-Wassers in das Unterwasser abgelassen. Die darüber liegenden Schichten wurden vorher in je eine Stufe tiefer liegendes Sparbecken abgelassen.
Bei einer Bergschleusung werden nur die beiden obersten Schichten der Kammer mit Wasser aus dem Oberwasser gefüllt. Die darunter liegenden Schichten wurden vorher aus dem je eine Stufe höher liegenden Sparbecken mit Wasser gefüllt.
Das folgende Bild zeigt schematisch die Funktion einer Sparschleuse mit drei Sparbecken (A, B u. C bzw. rot, gelb u. grün), die je etwa 20 % des Schleusenkammerinhalts aufnehmen können. Die hellblauen Flächen symbolisieren das Ober- bzw. das Unterwasser.

Funktionsprinzip einer Sparschleuse mit drei Sparbecken
Talschleusung: Auffüllen der Sparbecken A-B-C
Bergschleusung: Entleeren der Sparbecken C-B-A

Bei der Talschleusung wird zunächst das Becken A (rot), dann das Becken B (gelb) und zum Schluss das Becken C (grün) gefüllt. Der dunkelblau markierte Anteil des Kammer-Wassers (Schichten 4 u.5) wird ins Unterwasser abgelassen.
Bei der Bergschleusung werden die Becken in umgekehrter Reihenfolge in die Schleusenkammer entleert, also zuerst C (grün), dann B (gelb) und zum Schluss A (rot). Die oberen zwei Fünftel des Gesamtvolumens (dunkelblaue Schichten 1 u. 2)) kommen dann aus dem Oberwasser. Auf diese Weise müssen bei jeder Schleusung theoretisch zwei Fünftel des gesamten Kammervolumens von oben zugeführt werden. Tatsächlich sind es etwas mehr, da von den Becken weder je ein ganzes Fünftel aufgenommen, noch ihnen alles Wasser der Kammer wieder zugeführt wird. Ihr Füllen und Entleeren muss abgebrochen werden, wenn die Fließgeschwindigkeit unter einen Mindestwert gesunken ist (bei gleichem Wasser-Niveau in der Kammer und dem entsprechenden Becken ist sie Null, und die Zeit bis zum vollen Ausgleich wächst gegen Unendlich).

## Rechenformel
Die theoretische Wasserersparnis ergibt sich bei {\displaystyle n} Sparebenen aus folgender Formel:
{\displaystyle {\frac {\text{Wasserverbrauch mit Sparbecken}}{\text{Wasserverbrauch ohne Sparbecken}}}=1-{\frac {n}{n+2}}={\frac {2}{n+2}}}
Je mehr Ebenen die Beckenterrasse hat, desto höher ist die Wasserersparnis beim Schleusen, aber desto höher sind auch Platzbedarf und Baukosten. Bei fünf Ebenen ist die Ersparnis theoretisch 71 Prozent (5⁄7) des Kammervolumens. Der häufigste Fall sind Sparschleusen mit drei Ebenen mit theoretisch 60 Prozent (3⁄5) Ersparnis.

## Eine Sparschleuse mit zusätzlichen Pumpspeicherbecken

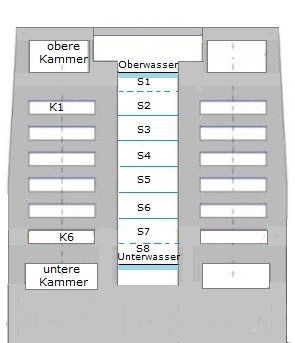
Neue Schleuse Lüneburg: Querschnitt durch das Bauwerk

Mit der Konstruktion der Schleuse Lüneburg am Elbe-Seiten-Kanal mit 38 Meter Hubhöhe wird ein neuer Typus geschaffen (s. nebenstehende Abbildung). Der Neubau wird sechs Sparebenen aufweisen mit je 6 Sparkammern K1 bis K6 in der linken und in der rechten Schleusenkammerwand. Neu sind je eine obere und eine untere zusätzliche Kammer. In der unteren wird das Restwasser bei der Talschleusung gesammelt und danach in die obere Kammer hinaufgepumpt. Deren Boden liegt oberhalb des Oberwasser-Niveaus und der obere Rand der unteren Extrakammer unterhalb des tiefsten Unterwasser-Niveaus. Das Wasser wird von unten nach oben zurückgepumpt, so dass es (theoretisch) kein Verlustwasser mehr gibt.
Das Volumen der beiden (rechts und links) Kammern K1 bis K6 ist gleich groß wie das in einer Wasserschicht S1 bis S8, das Volumen einer Zusatz-Kammer ist ebenso groß wie das einer Wasserschicht S1 bis S8.

## Rekorde
Die drei Main-Donau-Kanal-Sparschleusen Hilpoltstein, Eckersmühlen und Leerstetten haben mit 24,67 Metern die größten Fallhöhen aller in Deutschland errichteten Schleusen. Die 1976 eröffnete Schleuse Uelzen I am Elbe-Seiten-Kanal war mit 23 Meter Hubhöhe seinerzeit in Deutschland die Schleuse mit der größten Fallhöhe und die größte Sparschleuse der Welt. Dies wird zukünftig übertroffen werden durch die Schleuse Lüneburg, die für eine Fallhöhe von 38 Meter ausgelegt wird.
Die 2015 eröffneten Sparschleusen des Panamakanal-Ausbauprojekts – Agua Clara und Cocoli – gelten mit 425 m Länge und 55 m Breite als die größten Sparschleusen der Welt.

## Bildergalerie

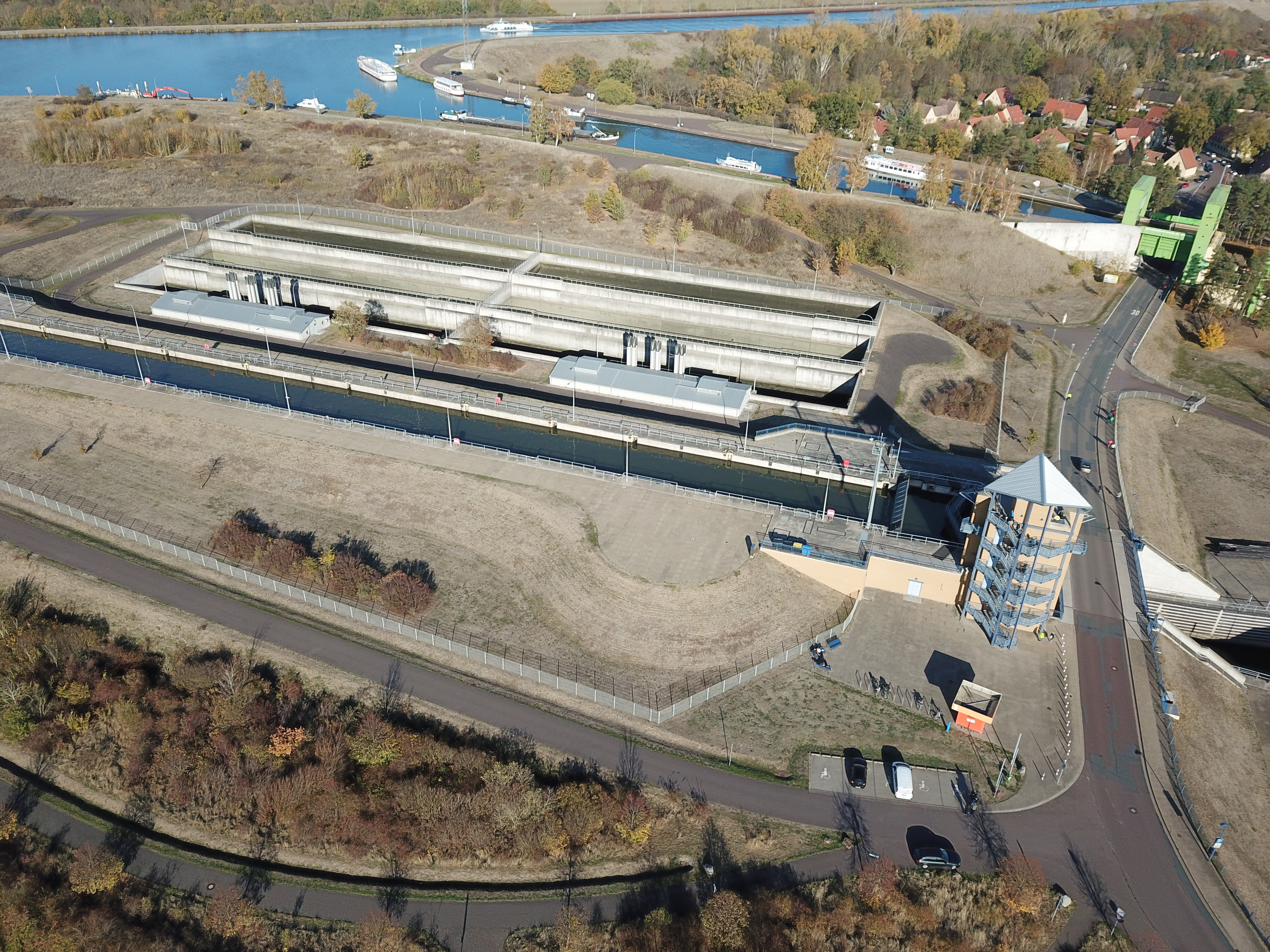
Sparschleuse Rothensee
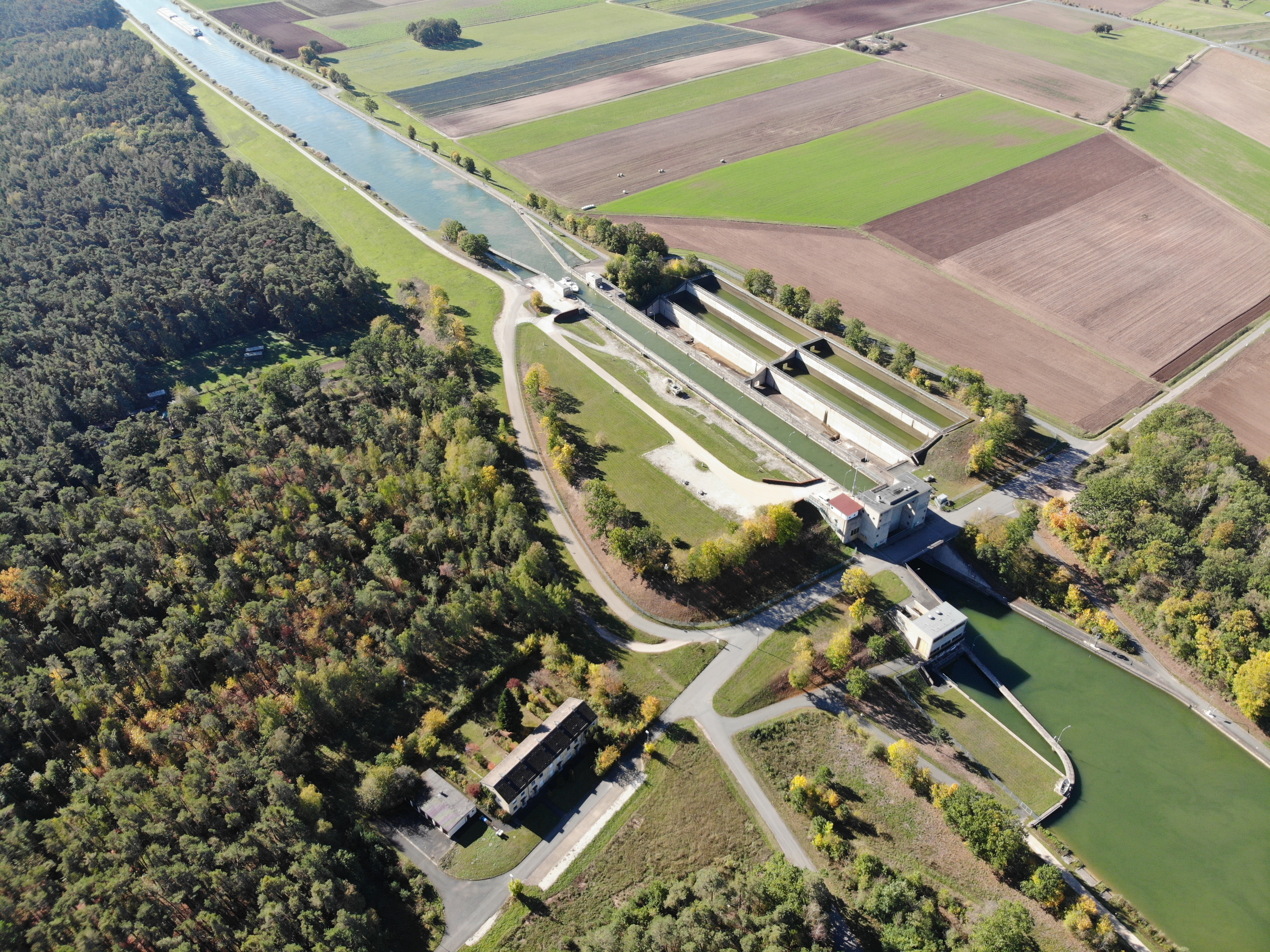
Sparschleuse Kriegenbrunn
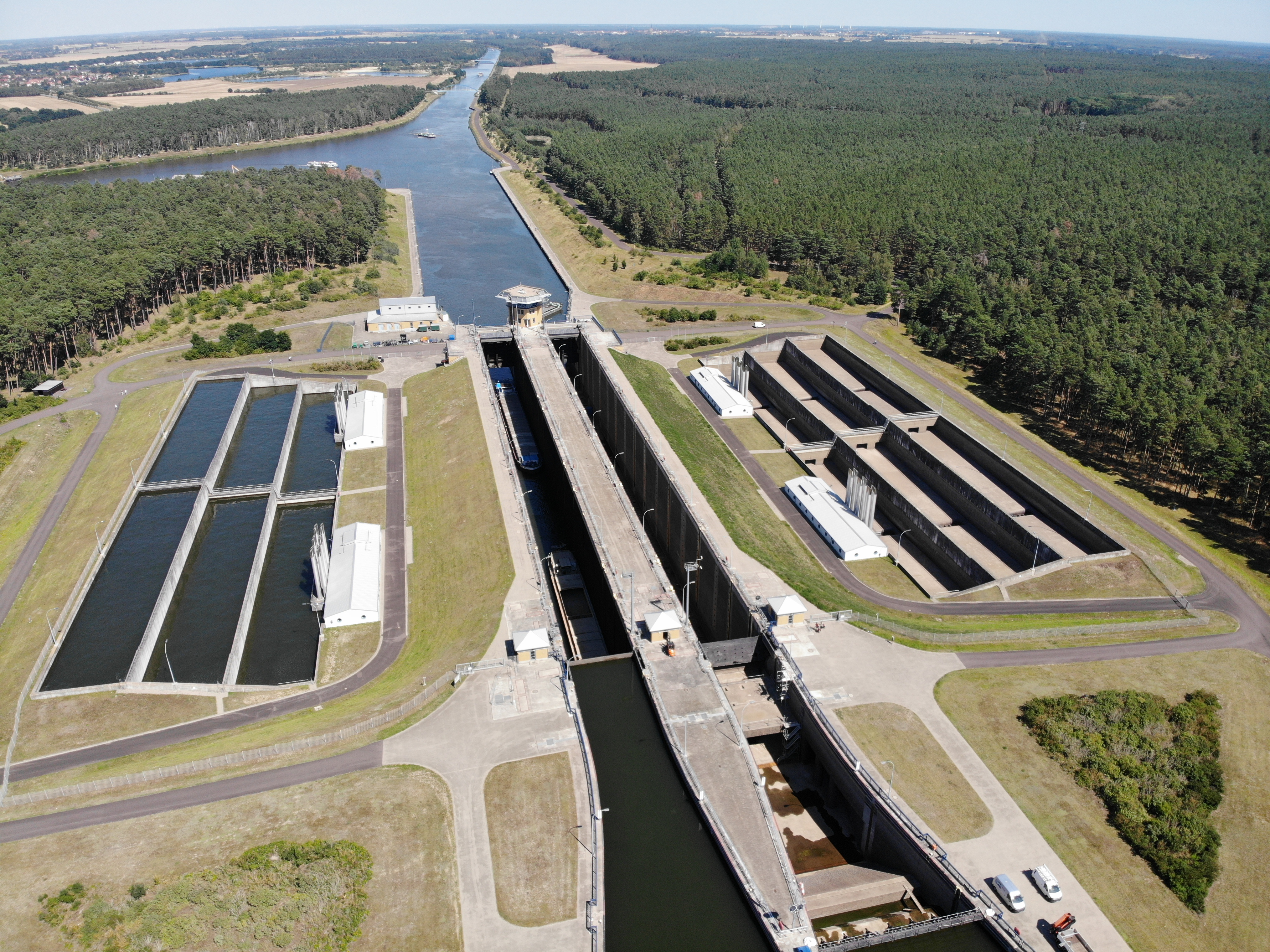
Sparschleusen-Gruppe Hohenwarthe
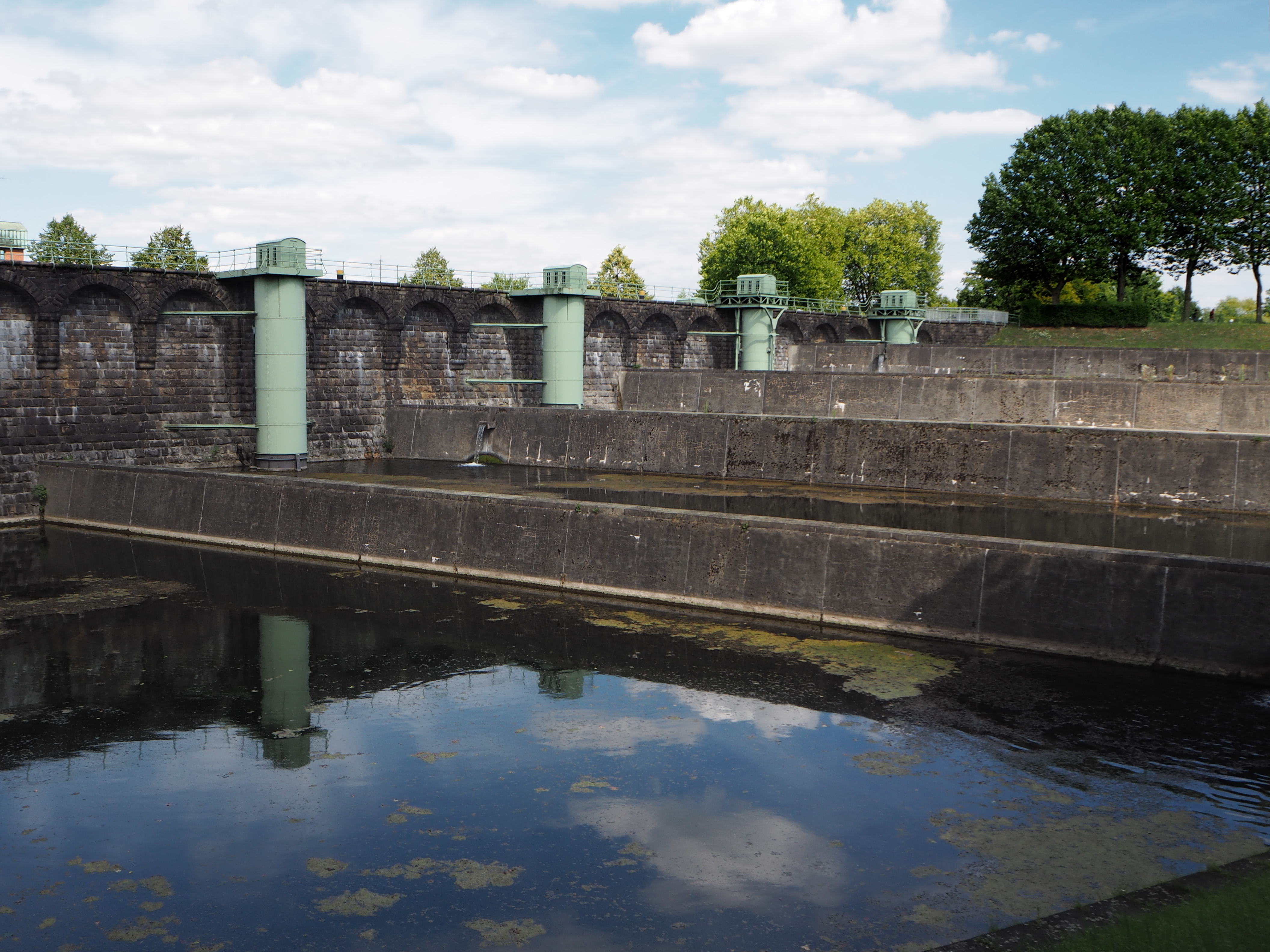
5 Sparbecken der Alten Schachtschleuse Henrichenburg
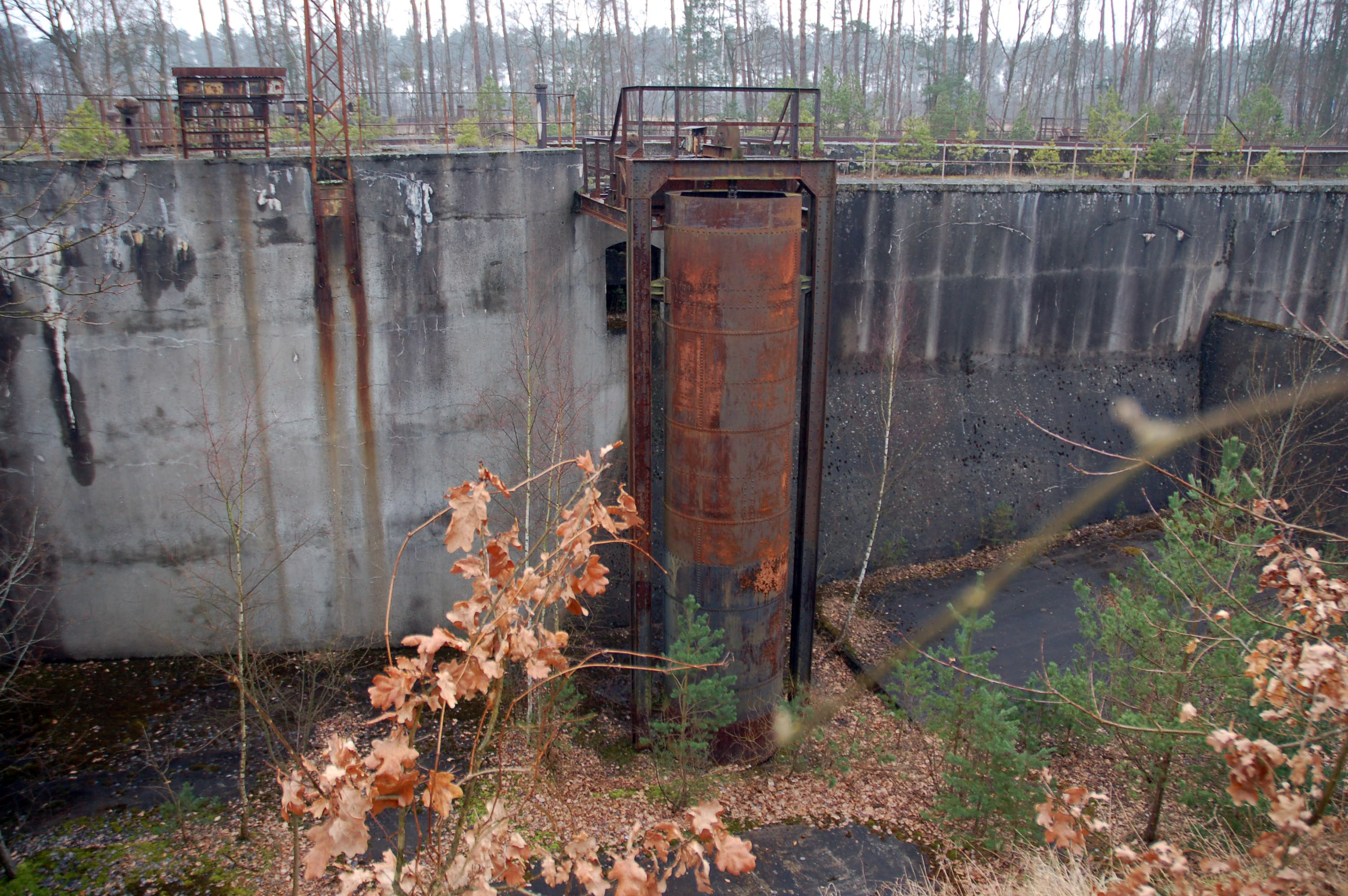
Eins der je 3 Sparbecken der 4-stufigen alten Schleusentreppe Niederfinow